# Thủy điện H'Chan
Thủy điện H'Chan là thủy điện xây dựng trên dòng sông A Yun trên vùng đất xã Đê Ar huyện Mang Yang tỉnh Gia Lai, Việt Nam .
Thủy điện H'Chan có công suất lắp máy 12 MW với 2 tổ máy, khởi công tháng 12/2002 
, hoàn thành tháng 8/2006, lễ khánh thành tháng 01/2007 

## Công trình liên quan
Ngược dòng sông A Yun hướng đông bắc cỡ 12 km theo đường thẳng, là Thủy điện Ayun Thượng 1A 13°55′43″B 108°13′53″Đ / 13,92861°B 108,23139°Đ công suất lắp máy 12 MW, hoàn thành tháng 8/2011.
Xuôi dòng sông A Yun cỡ 4 km là Thủy điện H'Mun 13°48′40″B 108°09′50″Đ / 13,811043°B 108,163849°Đ công suất lắp máy 16,2 MW, hoàn thành tháng 01/2011.

## Chỉ dẫn
1. ↑  Theo Bản đồ 1:50.000 sông có các tên từ thượng nguồn xuôi dòng là Đăk Ayun, Ia A Yun, Ea Yun và đến huyện A Yun Pa có tên sông Ba A Yun, và tại đó đổ vào ia Ba.